# The Weekly Standard
The Weekly Standard — американский политический журнал. Издавался с 1995 по 2018 год. Основатели — политолог Уильям Кристол и политический комментатор Фред Барнс.
Журнал The Weekly Standard зарекомендовал себя как издание, представляющее консервативные и либертарианские взгляды на политику, культуру и события в США и за рубежом . Он имел репутацию высококачественной публикации с полемическими комментариями и анализом, а также достоверной исследовательской журналистикой.
В течение почти 23 лет The Weekly Standard публиковал статьи, обсуждения и рецензии на различные темы, включая политику, историю, культуру, международные отношения и многое другое. Журнал привлекал множество авторов и экспертов, в том числе известных журналистов, писателей и политических аналитиков.
Однако, в декабре 2018 года The Weekly Standard объявил о закрытии издания. Это решение было вызвано финансовыми и организационными проблемами. Закрытие журнала привлекло внимание и вызвало обсуждение о будущем политической журналистики в США.
Хотя издание на данный момент уже не существует, журнал The Weekly Standard оставил свой след в политической общественности США как важный и влиятельный источник консервативных и либертарианских идей и анализа.